# الخضر والوجيعان
الخضر والوجيعان هو مركزٌ سعوديٌ تابعٌ لمحافظة بريدة التابعة لمنطقة القصيم، في المملكة العربية السعودية. المركز من الفئة (ب)، ورمزه 1750 حسب دليل الترميز الموحد للمناطق الإدارية بالمملكة العربية السعودية.